# Station Soestdijk
Station Soestdijk is een spoorwegstation en rijksmonument in het noordelijk gedeelte van de gemeente Soest, ook wel Soestdijk genoemd, aan de enkelsporige spoorlijn Den Dolder - Baarn (Stichtse Lijn). Het door J.F. Klinkhamer ontworpen stationsgebouw werd geopend op 27 juni 1898. Het gebouwtje bezit een voormalige koninklijke wachtkamer met een monumentale buitenluifel. Sinds 2011 is er een horecagelegenheid in gevestigd.

## Vertrekprocedure
De hoofdconducteur van de trein voert bij ieder station de vertrekprocedure uit. Omdat het perron van station Soestdijk in een buitenbocht ligt is het, met name bij langere treinen, vaak erg lastig om alle deuren te overzien. Om de conducteur hierbij te helpen zijn er stenen in het plantsoen naast het perron geplaatst. Hierop kan de hoofdconducteur klimmen om de trein beter te overzien. Deze voorziening is uniek in Nederland.

## Treinen
Planmatig stopt op dit station de volgende treinserie:
| Serie | Treinsoort    | Route                                             | Bijzonderheden                                |
| ----- | ------------- | ------------------------------------------------- | --------------------------------------------- |
| 5500  | Sprinter (NS) | Utrecht Centraal – Den Dolder – Soestdijk – Baarn | Rijdt 's avonds en in het weekend 1x per uur. |

## Bussen
| Lijn | Route                                       | Via               | Concessie         | Exploitant     | Bijzonderheden                          |
| ---- | ------------------------------------------- | ----------------- | ----------------- | -------------- | --------------------------------------- |
| 74   | Soest, Soestdijk Noord - Station Soest Zuid | Station Soestdijk | Provincie Utrecht | Syntus Utrecht | Rijdt niet 's avonds en in het weekend. |

## Ontwikkeling aantal reizigers
Het aantal door NS vervoerde reizigers (per gemiddelde werkdag) ontwikkelde zich sedert 2019 als volgt:
| Jaar | Aantal reizigers |
| ---- | ---------------- |
| 2019 | 845              |
| 2020 | 398              |
| 2021 | 440              |
| 2022 | 613              |
| 2023 | 686              |
| 2024 | 670              |

## Trivia
De videoclip van Kom van dat dak af van MC Miker G & DJ Sven is opgenomen op het dak en perron van het stationsgebouw.

## Afbeeldingen

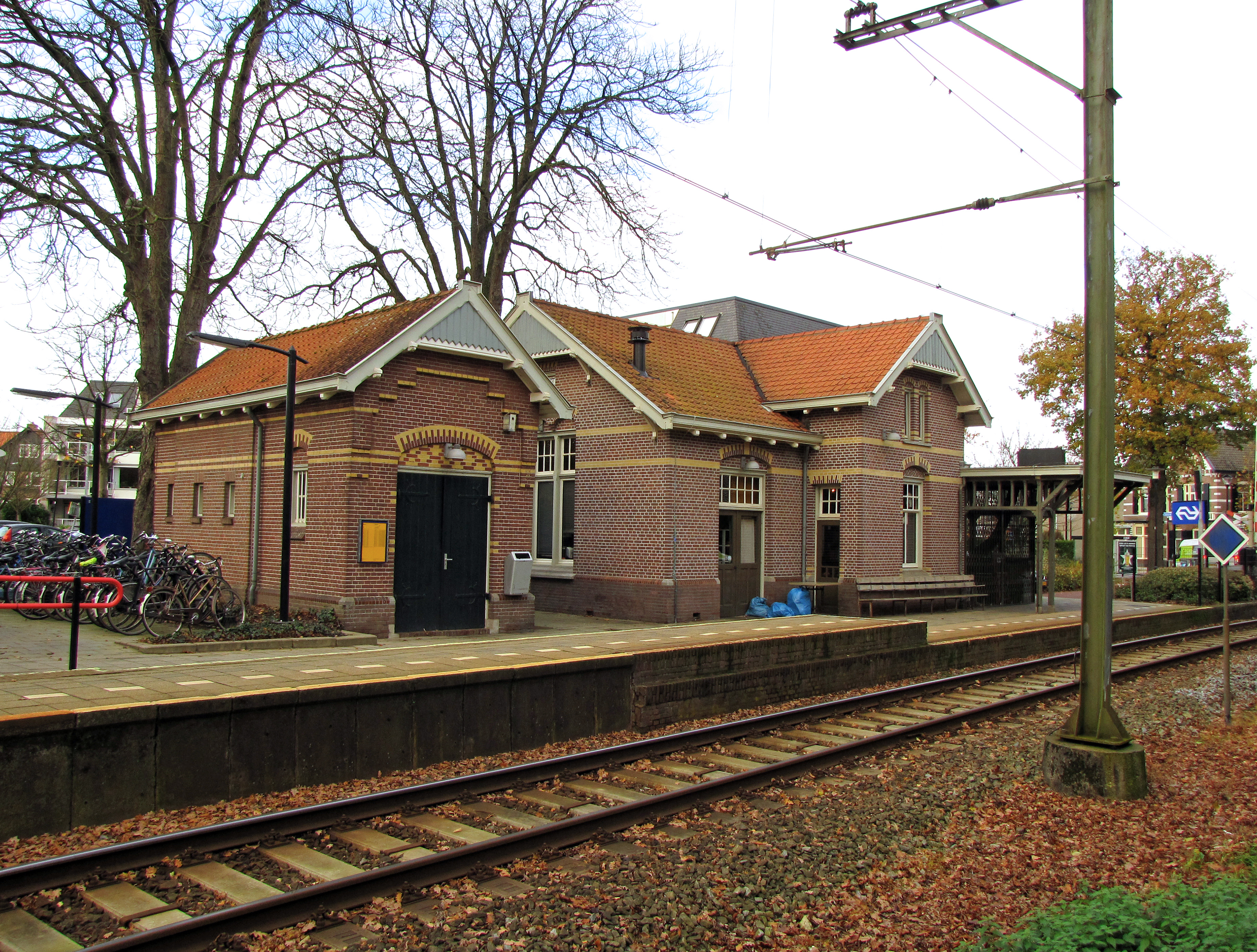
Het stationsgebouw
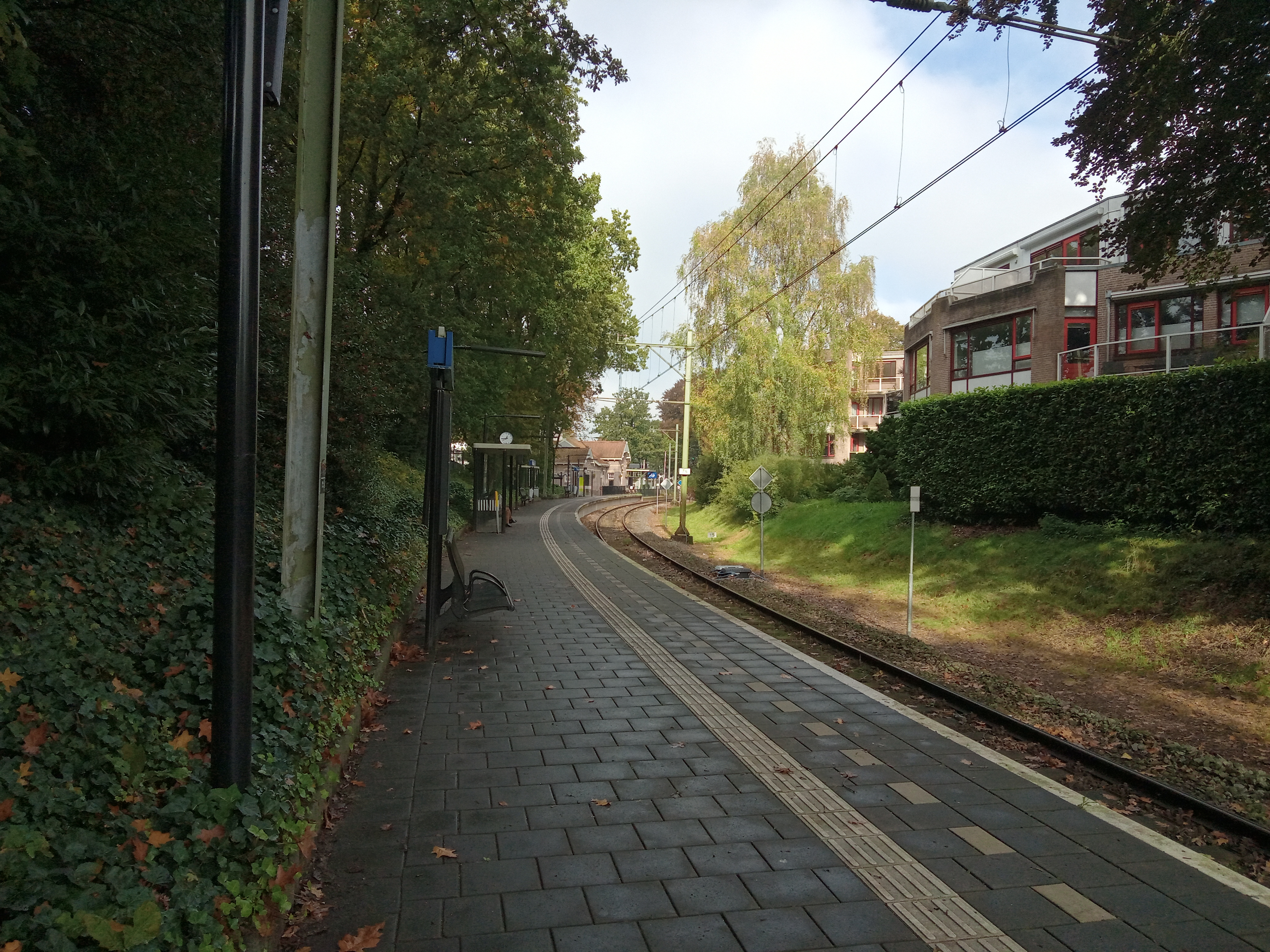
Het perron met de bocht duidelijk zichtbaar
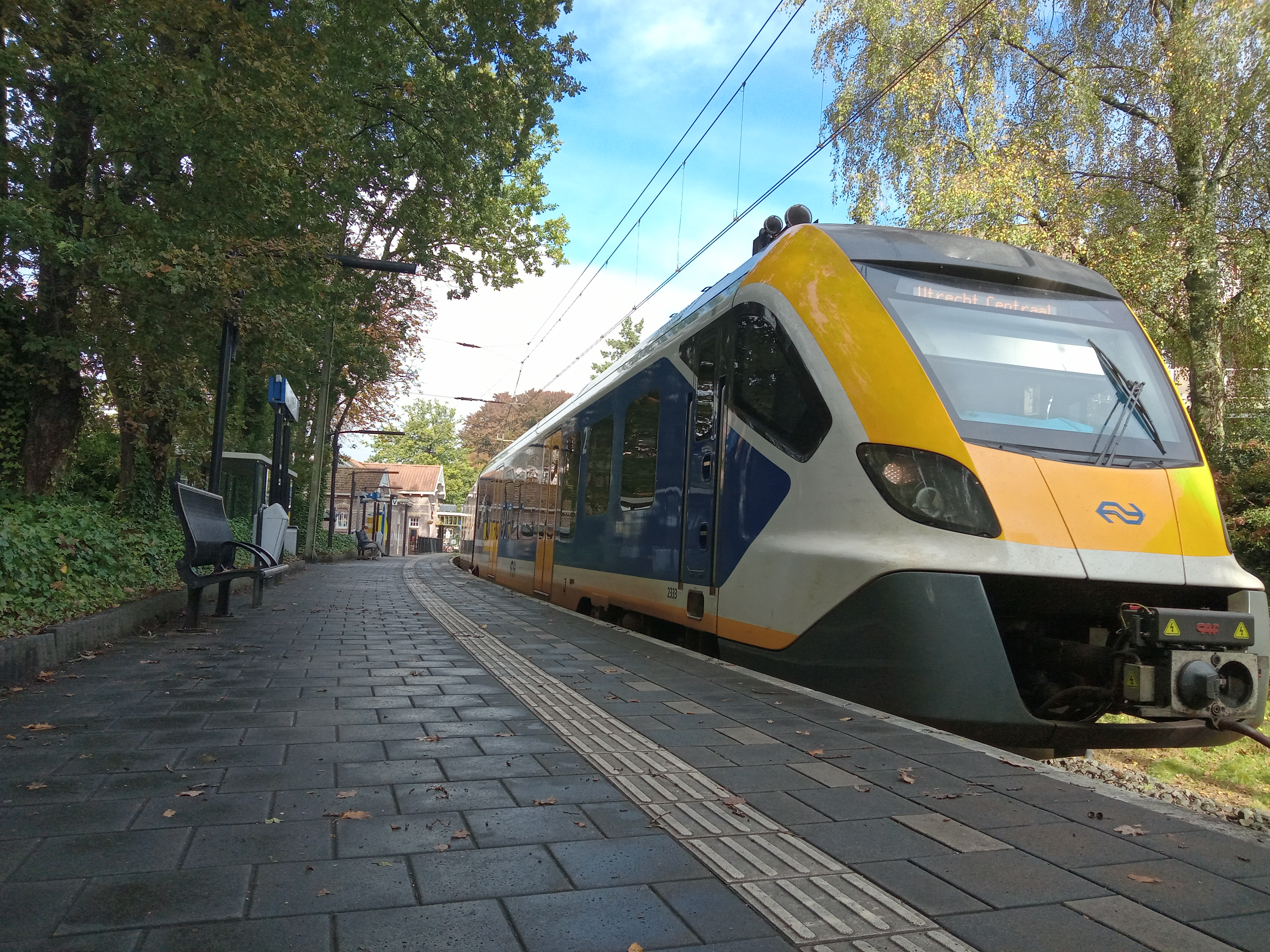
Sprinter richting Utrecht Centraal op het station
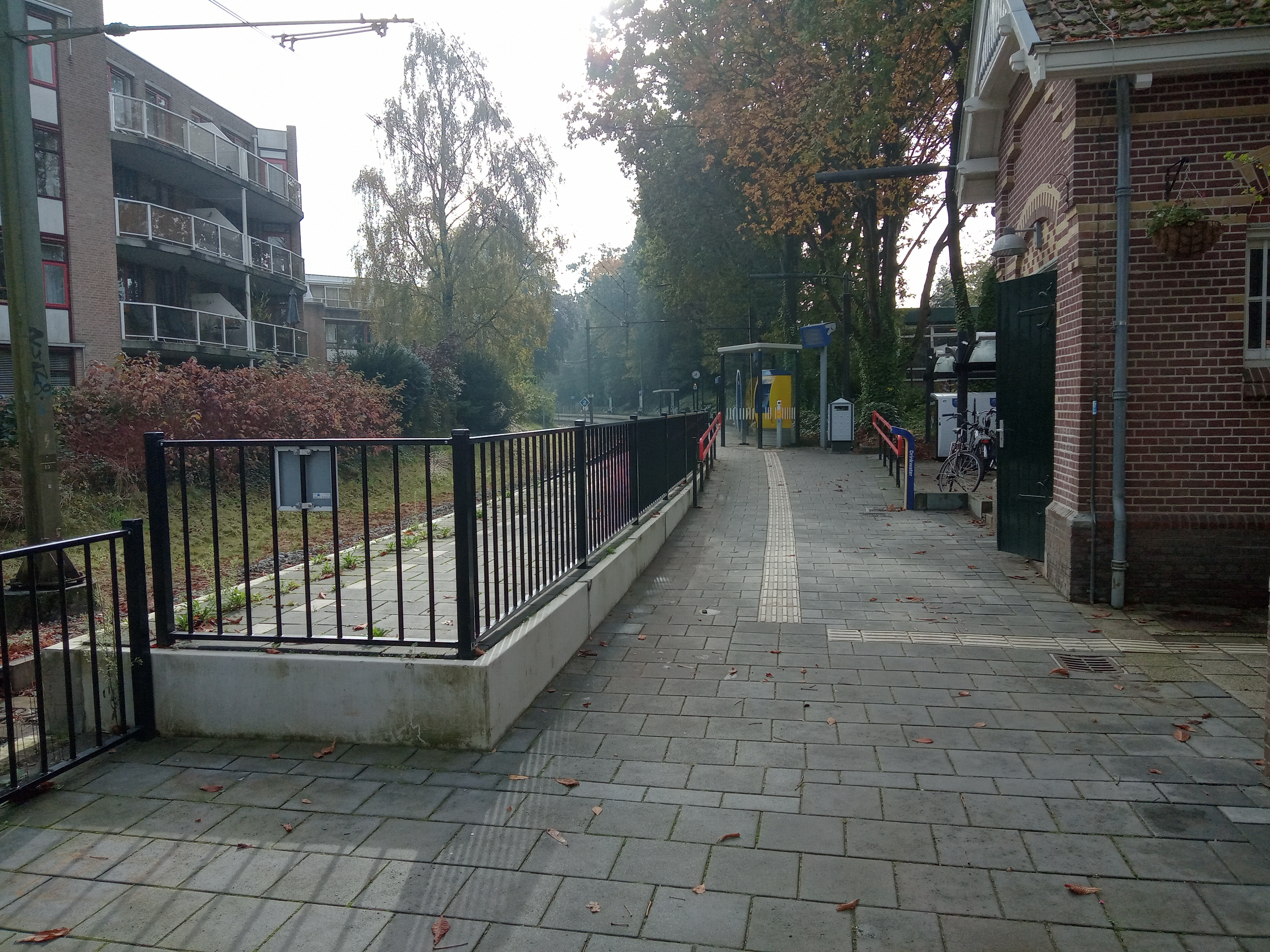
Het perron, gezien vanaf de kant van het stationsgebouw